# Ghiacciaio Ascent
Il ghiacciaio Ascent è un ghiacciaio tributario lungo circa 17 km situato nella regione meridionale della Terra di Oates, nell'Antartide orientale. Il ghiacciaio, il cui punto più alto si trova a circa 2200 m s.l.m., si trova in particolare nei monti Miller, nell'entroterra della costa di Shackleton, dove ha origine direttamente dall'Altopiano Antartico e fluisce verso nord, scorrendo lungo il versante orientale della cresta Milan, fino a unire il proprio flusso a quello del ghiacciaio Argosy.

## Storia
Il ghiacciaio Ascent è stato così battezzato con il suo attuale nome che, in inglese, significa "ghiacciaio Salita", dai membri di una spedizione neozelandese di esplorazione antartica svolta tra il 1961 e il 1962 che utilizzarono il ghiacciaio per accedere alla parte centrale dei monti Miller.